# Ouvèze
Ouvèze je 93 km dolga reka v jugovzhodni Franciji, levi pritok reke Rone. Izvira v masivu južnih Francoskih Predalp (ozemlje Les Baronnies, občina Montauban-sur-l'Ouvèze). V Rono se izliva pri kraju Sorgues, severno od Avignona.

### Departmaji in kraji
Reka Ouvèze teče skozi naslednje departmaje in kraje:
- Drôme: Buis-les-Baronnies, Mollans-sur-Ouvèze,
- Vaucluse: Vaison-la-Romaine, Bédarrides.